# Reinhold Frank

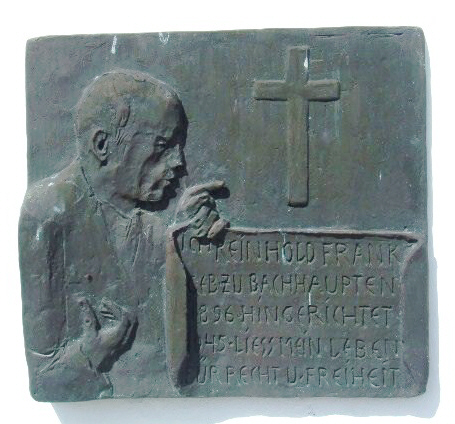
Tablica upamiętniająca Reinholda Franka na kościele parafialnym w jego rodzinnym Bachhaupten

Reinhold Frank (ur. 23 lipca 1896 w Bachhaupten, zm. 23 stycznia 1945 in Berlinie) – niemiecki prawnik, polityk katolickiej partii Zentrum (niem. Deutsche Zentrumspartei). Opozycjonista, zaangażowany w antynazistowską działalność konspiracyjną, m.in. w przypadku powodzenia zamachu z 20 lipca 1944 na Adolfa Hitlera, miał objąć wysokie stanowisko w strukturach nowych władz Badenii. Aresztowany, skazany na śmierć przez nazistowski Trybunał Ludowy (niem. Volksgerichtshof), stracony w więzieniu Plötzensee.

## Życiorys
Reinhold Frank dorastał w rodzinie o silnych tradycjach katolickich. Obok swojej siostry bliźniaczki był najmłodszym z siedmiorga rodzeństwa. Uczęszczał do szkoły katolickiej w Sigmaringen. Po wybuchu I wojny światowej zgłosił się ochotniczo do służby na froncie. Po powrocie podjął studia prawnicze na uniwersytecie we Fryburgu Bryzgowijskim. Był członkiem katolickiej korporacji akademickiej we Fryburgu Bryzgowijskim K.D.St.V. Arminia zrzeszonej w Cartellverband.
Po okresie aplikacji prowadził wraz z Franzem Xaverem Honoldem (1881–1939) kancelarię prawną w Karlsruhe. W 1932 poślubił Annemarie Werner, z którą miał czworo dzieci: Hermanna, Agnes, Klausa i Evemarię.

### Działalność opozycyjna
W 1933, po dojściu Hitlera do władzy, Frank wstąpił do katolickiej partii Zentrum (niem. Deutsche Zentrumspartei) i przez 10 miesięcy zasiadał w radzie miejskiej, aż do jej rozwiązania przez narodowych socjalistów. W owym okresie skupił wokół siebie grupę opozycyjnie nastawionych członków Zentrum, którzy podobnie jak Frank odrzucali doktrynę narodowo-socjalistyczną z powodu przekonań chrześcijańskich. Spotkania opozycjonistów odbywały się w domu Honolda przy Hoffstrasse 2. Jednocześnie, specjalizująca się dotychczas kancelaria Franka i Honolda, zaczęła coraz częściej prowadzić sprawy polityczne. Frank wielokrotnie reprezentował prześladowanych za przynależność polityczną czy religijną, m.in. socjaldemokratów i księży rzymskokatolickich, oskarżonych o krytyczne wypowiedzi na temat narodowego socjalizmu. Występował również w obronie alzackich bojowników ruchu oporu. W związku z prowadzonymi sprawami często jeździł do Berlina, gdzie występował przed Trybunałem Ludowym.
Poprzez Honolda Frank poznał byłego prezydenta Wirtembergii Eugena Bolza, który w lutym 1943 skontaktował Franka z Carlem Friedrichem Goerdelerem. Frank zadeklarował, w przypadku powodzenia zamachu z 20 lipca 1944 na Adolfa Hitlera, gotowość objęcia czołowego stanowiska w przyszłych władzach Badenii. Jego nazwisko figurowało obok Albrechta Fischera na liście polityków i doradców, którzy mieli za zadanie wspierać dowódców wojskowych poszczególnych okręgów wojskowych (niem. Wehrkreis) w dniu zamachu. Sam Frank, podobnie jak wielu innych cywili, których nazwiska znajdowały się na liście, nie był wtajemniczony w detale zamachu.
20 lipca 1944, w dniu nieudanego zamachu na Adolfa Hitlera, Frank przebywał w Berlinie w związku z prowadzoną przez niego obroną przez Trybunałem Ludowym. Został aresztowany po powrocie do Karlsruhe i przetransportowany z powrotem do Berlina. 12 stycznia 1945 Trybunał Ludowy (niem. Volksgerichtshof) skazał go na śmierć. Frank został stracony 23 stycznia 1945 w więzieniu Plötzensee wraz z Helmutem Jamesem von Moltke, Theodorem Haubachem, Franzem Sperrem, Mikołajem Grossem, Eugenem Bolzem i Erwinem Planckiem.

## Pamięć o Franku
- Na głównym cmentarzu w Karlsruhe znajduje się tablica upamiętniająca Reinholda Franka:

Z chrześcijańskiej wiary w godność człowieka i wolność 
Reinhold Frank
Urodzony 23 lipca 1896
Stracony 23 stycznia 1945
W Berlinie, w więzieniu Plötzensee
W opozycji do narodowosocjalistycznego bezprawia.

- Realschule w Ostrach nosi imię Reinholda Franka[5];
- Przy ulicy Reinholda Franka w Karlsruhe znajduje się lokalna Izba Prawnicza;
- Corocznie, w okolicach 20 lipca, władze miasta Karlsruhe (a do 2009 także władze miasta Rastatt), archiwum federalne i Uniwersytet w Karlsruhe organizują wykład upamiętniający działalność Reinholda Franka[6].

## Literatura dodatkowa
- Horst Rehberger: Reinhold Frank. Rechtsanwalt in Karlsruhe. W: Michael Bosch, Wolfgang Niess: Der Widerstand im deutschen Südwesten 1933–1945. Stuttgart: 1984. Brak numerów stron w książce
- Michael Kißener: Der Widerstandskreis um den Karlsruher Rechtsanwalt Reinhold Frank, Vortrag anlässlich des wissenschaftlichen Symposiums im Rahmen der 12. Europäischen Kulturtage. Karlsruhe: 1994. Brak numerów stron w książce
- Reinhold Frank zum fünfzigsten Todestag. Karlsruhe: Stadtarchiv Karlsruhe, 1995. Brak numerów stron w książce
- Uwe Schellinger: Dr. Reinhold Frank (1896–1945). W: H. von Moll (wyd.): Zeugen für Christus. Das deutsche Martyrologium des 20. Jahrhunderts. Paderborn: 1999. Brak numerów stron w książce
- Detlev Fischer: Anwälte im Widerstand gegen das NS-Regime. RuP, 2002. Brak numerów stron w książce